# П'ятеро на стежці
«П'ятеро на стежці» — радянський художній фільм 1973 року, знятий режисером Мукадасом Махмудовим на кіностудії «Таджикфільм».

## Сюжет
У далекий гірський заповідник надсилають нового єгеря — Маліку Ганієву.

## У ролях
- Саврінісо Сабзалієва — Маліка Ганієва (дублювала Галина Чигінська)
- Гульсара Абдуллаєва — Гульбахор (дублювала Світлана Мазовецька)
- Райхан Айтшкіранова — Ляйлім
- Дільбар Умарова — роль другого плану
- Бімболат Ватаєв — Гафар (дублював Павло Кашлаков)
- Артик Джаллієв — Мурад Сулейманов (дублював Ігор Єфімов)
- Махмуд Тахірі — Тахір (дублював Гелій Сисоєв)
- Леонід Карнєєв — Мороз (дублював Олег Хроменков)
- Хуршед Ганієв — Музаффар (дублював Вадик Симонов)
- Хабібулло Абдуразаков — Хамраєв (дублював Володимир Костін)
- А. Джураєв — Амірджан (дублював Микола Крюков)

## Знімальна група
- Режисер — Мукадас Махмудов
- Сценарист — Кутбі Кіром
- Оператор — Всеволод Симаков
- Композитор — Юрій Лядов
- Художник — Володимир Мушников